# オリオン変光星
オリオン変光星（オリオンへんこうせい、Orion variable）は、散光星雲の領域で観測される爆発型変光星で、星雲型変光星 (nebular variable) ）とも呼ばれる。不規則で爆発的な変光を示し、光度変化の振幅は数等級に及ぶこともある。

## 特徴
ヘルツシュプルング・ラッセル図では主系列星と準巨星の領域に位置する。これらの変光星は、星として誕生して間もない天体であると考えられており、やがて中心核で水素核融合が始まる「零歳主系列 (Zero Age Main Sequence, ZAMS) 」を迎えて恒星となるとされる。
オリオン変光星に含まれるのは、おうし座T型星を含む分類INの変光星、およびオリオン座FU型星である。また、閃光星のうち分類UVNの変光星もおそらく含むものと考えられている。オリオン変光星の大部分は、INに分類される。
おうし座T型星は、スペクトル中に単イオン化鉄に由来する特徴的な蛍光紫色輝線と通常は核融合で破壊されるリチウムの輝線を持つオリオン変光星である。
オリオン座FU型星は、5から6等級上昇し、最大1等級暗くなり、その状態が数十年続く。プロトタイプ星はオリオン座FU星で、その他はくちょう座V1057星やはくちょう座V1515星がある。
また、最大1等級程度の周期的な小さな変動を見せるものや突然暗くなるもの、恒星への質量の降着を示すスペクトルを持つもの等もある。これらの特徴の複数が1つのオリオン変光星で見られる場合もある。